# 郎平
郎平（1960年12月10日—），中國天津市人，中国女子排球运动员及教练，凭藉强劲而精确的扣杀而赢得“铁榔头”的绰号，而在教练时代，郎平也被称为“郎教头”。曾為中国女排总教练。現時為中國排球協會副主席。
郎平身高1米84，摸高3米17，与美国名将弗洛拉·海曼、古巴名将米雷亚·路易斯并称为1980年代世界女排“三大主攻手”。1980年至1985年连续当选中国全国十佳运动员，1979年当选为“新中国成立30年来杰出运动员”，1984年当选为“新中国成立35年来杰出运动员”，曾五次获得原国家体委颁发的体育运动荣誉奖章。曾任中国共青团第十一届中央委员、中共十二大代表及全国三八红旗手。

## 生平

### 早年经历
1960年12月10日，郎平出生于天津。因为“大跃进”等诸多因素，童年时代的她身体虚弱，母亲常用小米粥来补充她的营养。郎平的父亲是个体育迷，他一直带着郎平到北京工人体育馆去看比赛，这也使得郎平对体育充满了兴趣，尤其是排球。

### 球员生涯
郎平1973年被选入北京工人体育馆体校排球班，1976年进入北京市女排，1978年入选中国女排。1981年，中国女排夺得第3届世界盃冠军，郎平获“优秀运动员奖”，这是中国女排首次获得世界冠军。郎平后又随队先后获得第9届世界女排锦标赛冠军和洛杉矶奥运会金牌，协助中国女排取得了「三连冠」。
1986年代表中国成功卫冕世界女排锦标赛，达成「五连冠」后，郎平于同年退役，不久毕业于北京师范大学英语专业。1987年，郎平赴美国新墨西哥大学留学，取得体育管理现代化专业硕士学位。 其后，郎平赴意大利摩德纳俱乐部女子排球队打球，1989年获意大利盃赛冠军。1990年，郎平一度回队参加第11届世界女子排球锦标赛，在决赛中败于苏联女排，获得亚军。此后再次退役，回到新墨西哥大学执教女排。
1987年，郎平与前八一男排队员白帆结婚，后于1995年离婚，1992年其女儿白浪在美国出生。

### 教练生涯

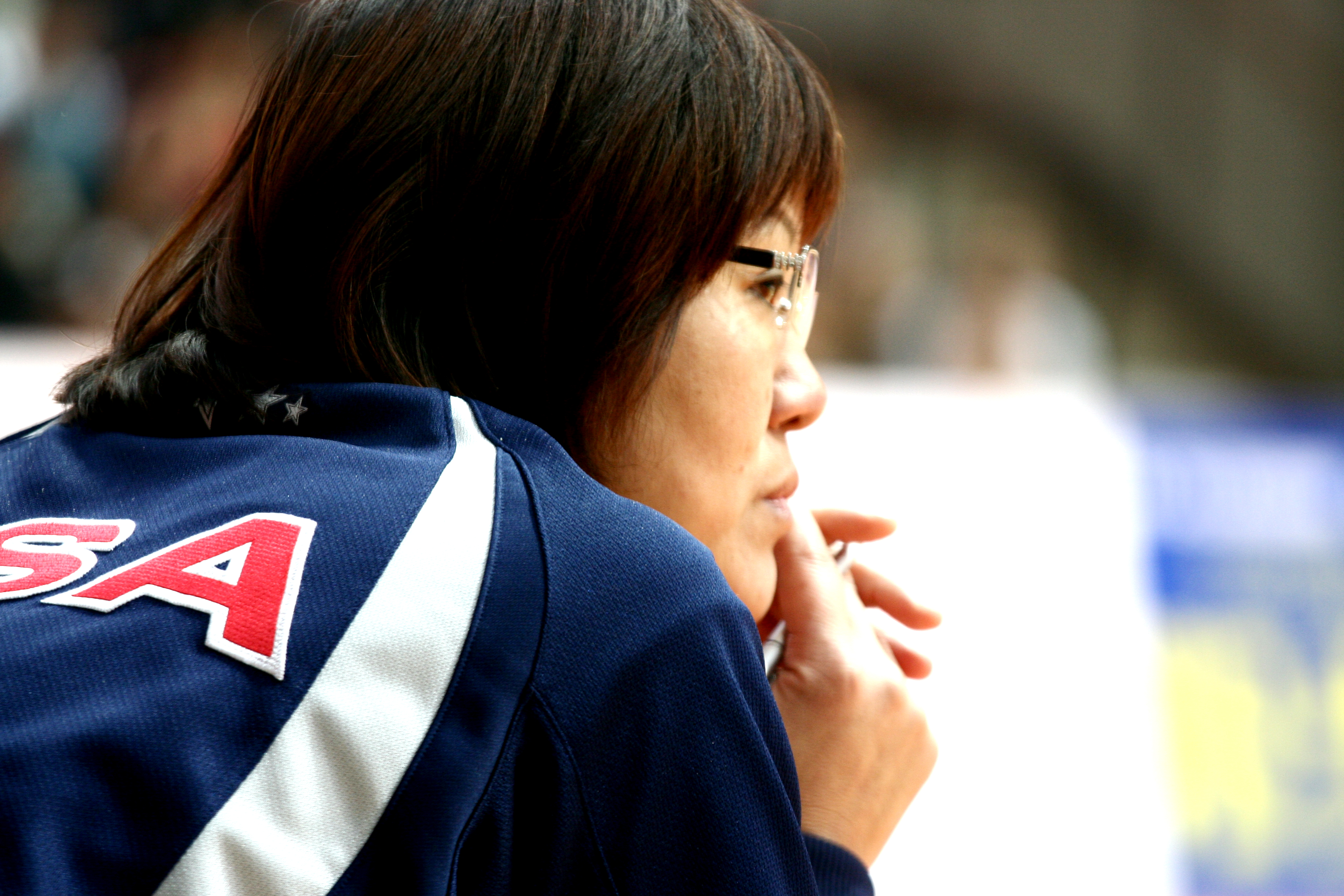
2008年，执教美国女排时期

1995年，郎平被聘为中国女排主教练，率队走出历史低谷，获得亚特兰大奥运会银牌和第13届世界女排锦标赛亚军，1997年更被国际排联评为年度女排最佳教练。于1998年辞职。
1999年，郎平赴意大利执教摩德纳俱乐部女排，次年即带队夺得意大利女排联赛冠军，2001年夺得欧洲女排冠军联赛冠军、2002年夺得意大利联赛和杯赛双料冠军。2002年下半年，郎平执教意大利诺瓦腊俱乐部女排，率队夺得2004年意大利联赛冠军。同年年底，郎平以全票入选世界排球名人堂，成为亚洲排球运动员中获此殊荣的第一人。 
2005年，郎平被聘为美国女排主教练。就职之前，郎平在网上询问了中国民众对于她当美国教练的看法，很多人对此感到骄傲，极力地支持她。
2008年，在北京奥运会排球预赛中，带领美国队在局数落后的情况下，以3:2反胜中国队，其后更於半决赛以3:0打败古巴队，进入决赛。最终美国队以1:3不敌巴西队，获得银牌。回顾05年签约时美国排协给她定下的指标“率队打进北京奥运会”，郎平已经远远地超额完成了这一任务。赛后郎平表示，下一个奥运周期自己将续约留任美国队。
2008年，北京时间11月26日凌晨（美国当地时间25日），美国女排宣报主教练郎平不再与球队续约，郎平并表示“想用更多的时间和家人待在一起”。11月30日，郎平与土耳其电信女排队签约执教，在随后五个月时间里，郎平带球球队跻身欧洲冠军联赛六强、土耳其联赛常规赛第二和土耳其联赛季后赛四强以及土耳其杯赛四强的球队历史最好成绩。
2009年8月，郎平11年后再回国执教，出任广东恒大女排主教练。
2013年4月25日，郎平接任俞觉敏，再度担任中国国家女子排球队主教练。
2014年10月12日，带领中国女排在意大利举行的世界排球锦标赛中，四强以局分3比1击败东道主意大利女排，但在决赛以局分1比3败於前东家美国女排，夺得银牌。
2015年9月6日，中国女排在第12届世界盃中以10胜1负的成绩夺冠，时隔11年再获世界冠军头衔，这也是郞平作為主教练所得到的第一个世界冠军。
2016年1月24日，於CCTV体坛风云人物评选颁奬典礼中，郎平荣获最佳主教练和年度评委会大奬，中国女排获得最佳团队殊荣。 值得一提的是，在2014至2016年间，郎平已三度荣获CCTV体坛风云人物评选「最佳主教练」殊荣，是该评选成立以来首位获得同一个奖项两次或以上的人士。
2016年1月16日，郎平与中国社科院教授、博士生导师王育成在北京举行了婚礼。
2016年8月21日，在巴西里约奥运会上，郎平率领中国女排击败塞尔维亚女排，这是郎平执教生涯中第一次率队赢得奥运会冠军。她也成为世界上分别以球员和教练身份都获得奥运会女排金牌的第一人。
2017年，里約奧運週期後，郎平選擇繼續留任中國女排主教練一職。但基於身體健康的問題，這一年以治療身體及康復為主，暫退居幕後。2018年，手術後的郎平重回主教練位置，在8月帶領主力陣容重奪亞運會金牌。同年，帶領中國女排奪得2018年世界女子排球錦標賽季軍。
2018年12月，郎平获中共中央、国务院授予的改革先锋荣誉称号。
2019年，郎平帶領中國女排參加2019年世界盃女子排球賽，這是她在任期內第二次（第一次是2015年世界盃）帶隊參加世界盃，最終創下十一戰全勝的佳績，蟬聯世界盃冠軍，是2013年復出執教之後的第三個三大賽冠軍。
2021年8月率中國女排赴東京參加奧運，可惜僅得第九名，是她帶隊進軍奧運唯一一次沒有進決賽。
2021年9月1日，郎平卸任中国女排主教练职务。郎平自2013年执教中国队，共率队夺得奥运会冠军一次、世界杯冠军两届、世锦赛亚军一次、世锦赛季军一次。郎平卸任后，在北京师范大学珠海校区工作。其後獲任命為中國排球協會副主席。

## 轶事
郎平曾带领中国女排和美国女排多次参加三大赛。 而21世纪之前美国女排和巴西女排亦从未赢得过三大赛冠军（按：1952年-2000年女排三大赛由苏联、日本、中国、古巴四队垄断），21世纪以来，这两队女排首次夺得三大赛冠军，均是在三大赛决赛中击败郎平执教的球队：2008年北京奥运会，巴西女排在女排决赛击败郞平执教的美国女排，首夺奥运金牌，也是巴西女排首个世界冠军（三大赛）；2014年世界女排锦标赛，美国女排在决赛击败郞平执教的中国女排，首夺世锦赛冠军，也是美国女排首个世界冠军（三大赛）。

## 奖项

### 国家队（球员）
- 1981年世界盃排球赛： - 金牌
- 1982年世界排球锦标赛： - 金牌
- 1984年1984年夏季奥林匹克运动会女子排球比赛： - 金牌
- 1985年世界盃排球赛： - 金牌
- 1990年世界排球锦标赛： - 银牌

### 国家队（教练）
- 1995年世界盃排球赛： - 铜牌
- 1996年夏季奥林匹克运动会女子排球比赛： - 银牌
- 1998年世界盃排球赛： - 银牌
- 2007年世界盃排球赛： - 铜牌
- 2008年夏季奥林匹克运动会女子排球比赛： - 银牌
- 2014年世界女子排球锦标赛： - 银牌
- 2015年世界盃女子排球赛 ： - 金牌
- 2016年夏季奥林匹克运动会女子排球比赛： - 金牌
- 2018年世界女子排球锦标赛： - 铜牌
- 2019年世界盃女子排球赛： - 金牌

## 流行文化
- 在2020年上映的体育电影《夺冠》中，由巩俐饰演郎平；而郎平的女儿白浪饰演年轻时的自己。